# Suchoj T-4

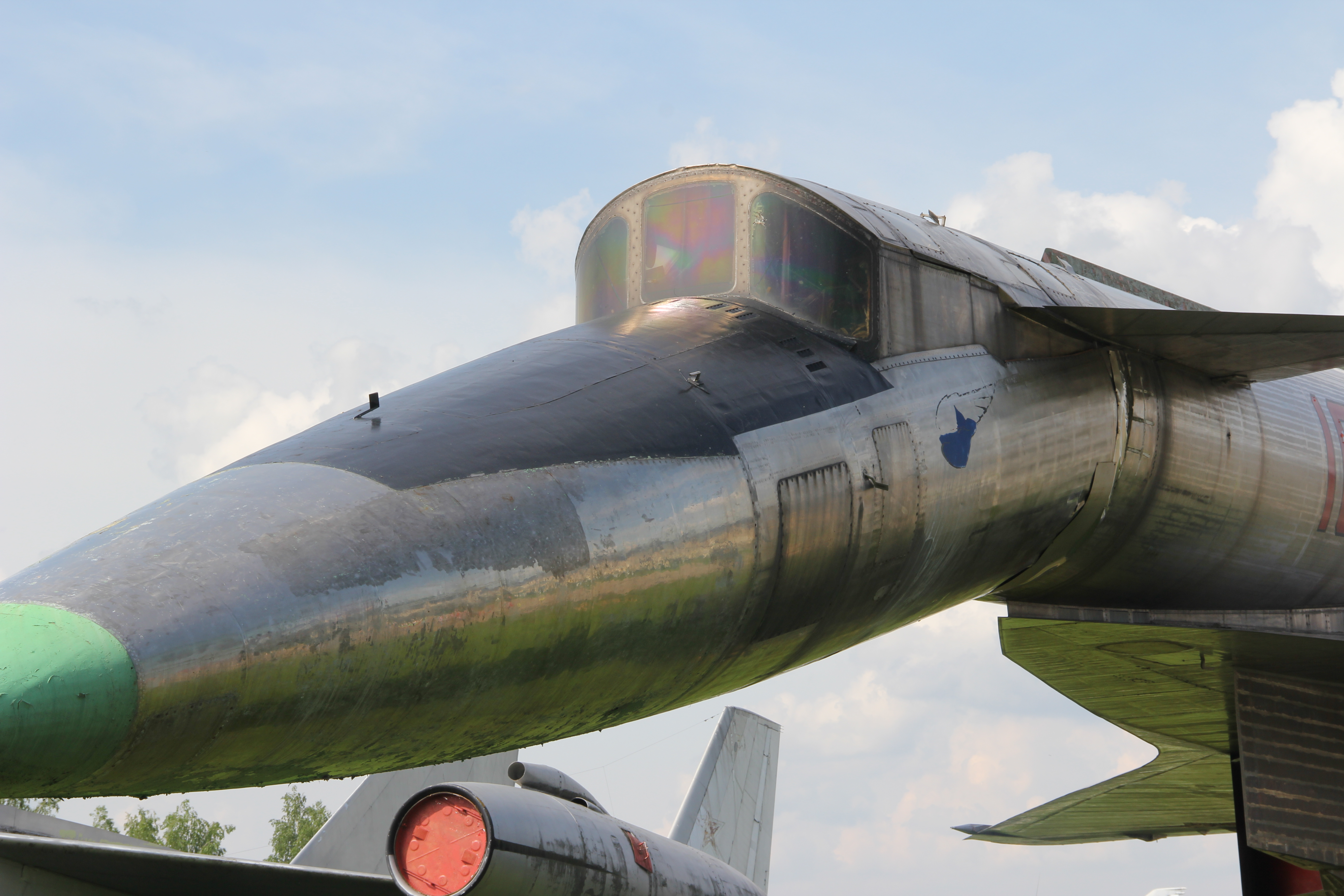
Zbliżenie na dziób i oszklenie kabiny załogi

T-4 (oznaczenie fabryczne: ros. изделие 100, izdielije 100, produkt 100; potocznie: сотка, sotka) – radziecki ponaddźwiękowy strategiczny samolot bombowy, skonstruowany w biurze Suchoja.

## Historia
Pod koniec lat 60. XX w. kilku radzieckim biurom konstrukcyjnym zlecono zadanie zbudowania bombowca strategicznego, rozwijającego prędkość ponaddźwiękową i mającego duży zasięg (w tym samym czasie w USA rozpoczęły się prace nad innym bombowcem strategicznym – Rockwellem B-1 Lancerem). Według Wołoszańskiego T-4 był odpowiedzią na amerykański projekt superbombowca XB-70. Oba projekty, zarówno amerykański jak i radziecki okazały się projektami nieudanymi. Nowy samolot miał mieć duży zasięg, dużą prędkość przy ziemi i na znacznej wysokości, precyzyjny system nawigacyjno-bombowy, nowoczesne urządzenia zakłócające oraz odporną konstrukcję.
Do prac przystąpiło m.in. biuro (OKB) pod kierunkiem Pawła Suchoja. Powstało ponad 30 projektów wstępnych. Pierwszy prototyp miał oryginalny układ i elegancką sylwetkę. Został zbudowany głównie z tytanu.
Samolot oblatano 22 sierpnia 1972. Nigdy nie był produkowany seryjnie – został zbudowany tylko w dwóch prototypach, trzeciego nie ukończono. Pierwszy T-4 stoi od 1982 jako eksponat w Muzeum Techniki Lotniczej w Monino pod Moskwą.
Kadłub samolotu jest bardzo długi i wąski. Skrzydła mają obrys trójkątny (delta). Samolot nie posiada typowego, tylnego usterzenia poziomego, tylko układ tzw. „kaczka”, czyli niewielkie przednie stateczniki. Napęd składa się z czterech silników turboodrzutowych umieszczonych w gondolach podkadłubowych. Do gondoli jest chowane również podwozie. Kabina ma układ tandem, czyli jeden pilot siedzi za drugim. Podczas startu i lądowania nos samolotu jest opuszczany, co odsłania przednie szyby kabiny w celu polepszenia widoczności (analogicznie jak w Tu-144), a w trakcie lotu unosi się do góry i zakrywa przednie oszklenie tak, że światło wpada do kabiny tylko przez boczne szyby.
Układ sterowania jest całkowicie zautomatyzowany. Przejmuje on sterowanie samolotem po starcie i podczas wznoszenia oraz prowadzi samolot automatycznie podczas ataku. Po dokonaniu ataku samolot jest automatycznie wyprowadzany z kursu bojowego i prowadzony do bazy. Samolot ma podwozie trójpodporowe. Komora bombowa umieszczona jest między gondolami silnikowymi.

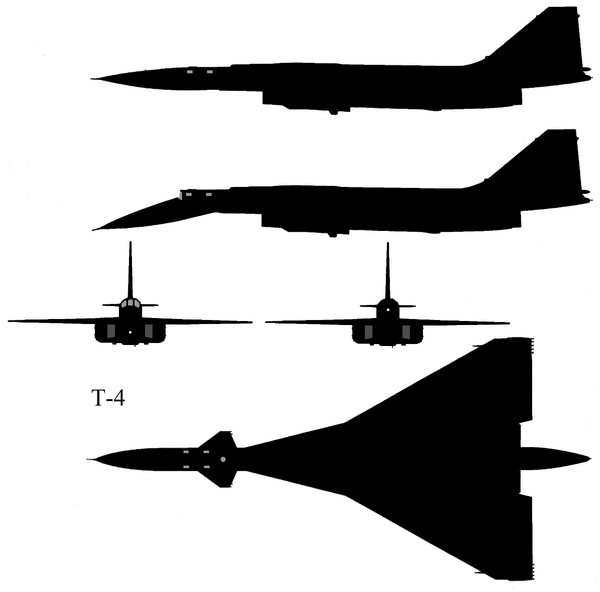
T-4
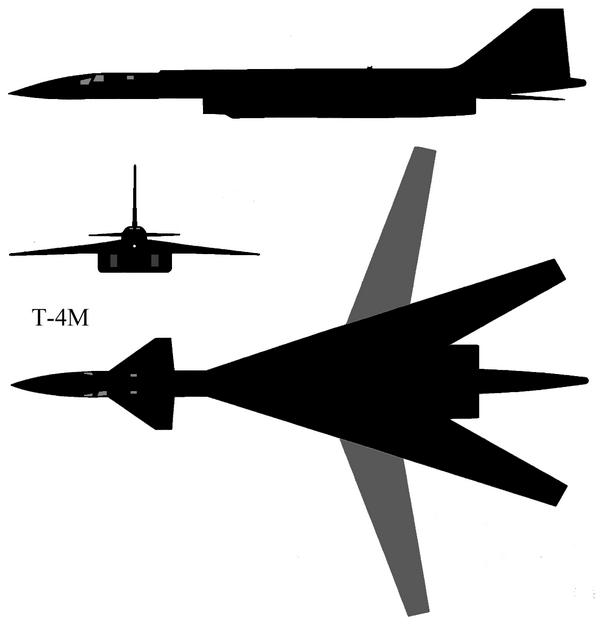
T-4M
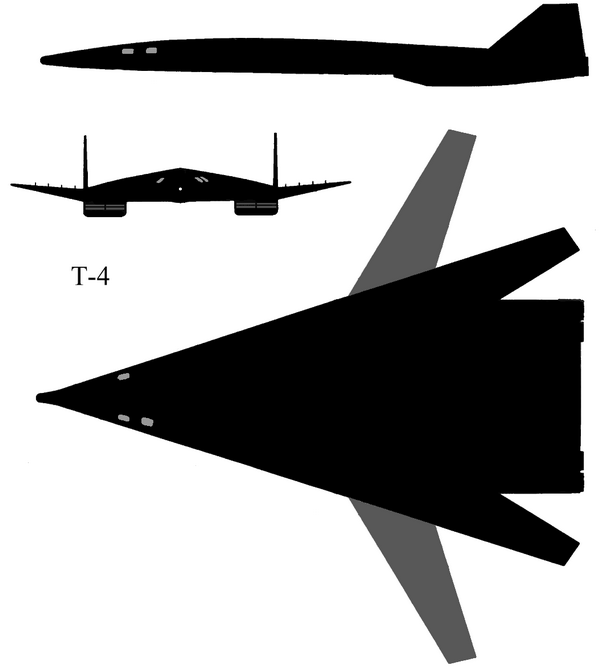
T4MS